# Xueshan
Der Xueshan, auch Shiue Shan, Syue Shan oder Hsueh Shan (chinesisch 雪山, Pinyin Xuě Shān, Tongyong Pinyin Syuě Shān, W.-G. Hsüeh Shan – „Schneeberg“), ist mit 3.886 m der zweithöchste Berg Taiwans. Er liegt im nördlichen Teil des Xueshan-Gebirges, an der Grenze der Gemeinden Heping im Osten der Stadt Taichung und Tai’an im Südosten des Landkreises Miaoli. Der Berg ist Teil des Shei-Pa-Nationalparks.
Der Xueshan ist der höchste Gipfel der nach ihm benannten Xueshan-Gebirgskette (雪山山脈,  Xuě Shān shānmài), eines sich von Südwest nach Nordost bis zur Pazifikküste erstreckenden Ausläufers des zentralen Berglandes Taiwans. Diese Bergkette wird in ihrem nordöstlichen Teil seit 2006 vom Xueshan-Autobahntunnel, dem mit 13 km längsten Tunnel Taiwans unterquert.

## Geschichte
Bis zum Beginn des 20. Jahrhunderts war der Berg im Westen unter dem Namen Mount Sylvia bekannt. Die Japaner gaben ihm 1923, in der Zeit ihrer Herrschaft über Taiwan, den Namen Tsugitakayama (次高山 „zweithöchster Berg“), da er nach dem sich ebenfalls auf Taiwan befindenden Yushan der zweithöchste Berg des damaligen japanischen Herrschaftsbereichs war.

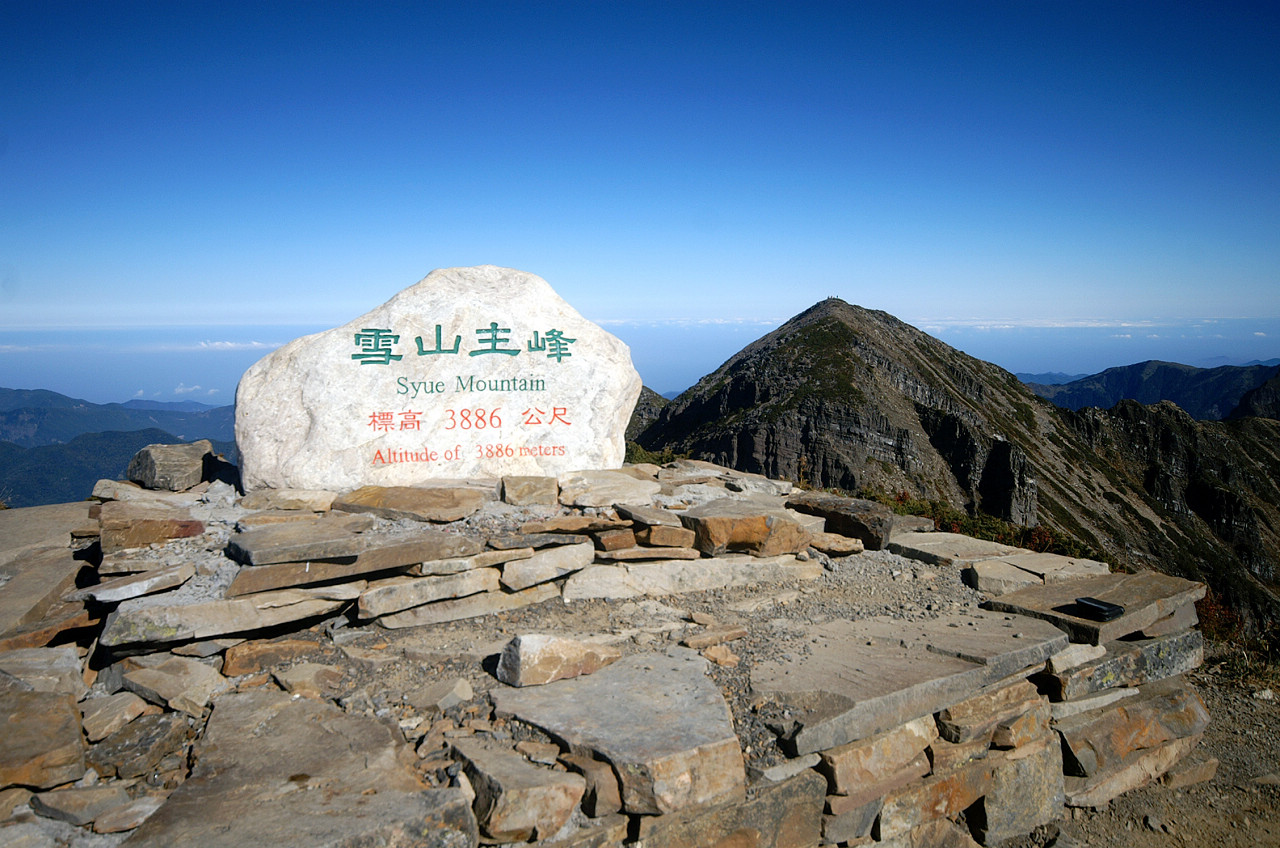
Gipfel des Xueshan

Die erste dokumentierte Besteigung fand durch japanische Bergsteiger in den 1910er oder 1920er Jahren statt (die Angaben hierzu sind uneinheitlich). Der erste Europäer auf dem Gipfel war im Jahr 1929 der Schweizer Geograph Arnold Gubler, damals Lehrbeauftragter an der Kaiserlichen Universität Hokkaido.